# Michał Bartkiewicz
Michał Bartkiewicz (ur. 17 czerwca 1995 w Olsztynie) – polski tancerz i instruktor tańca, reprezentujący najwyższą międzynarodową klasę „S” w tańcach latynoamerykańskich.

## Życiorys
Treningi tańca towarzyskiego rozpoczął w wieku 10 lat w klubie sportowym „Power Dance” działającym w Domu Kultury Agora w Olsztynie, w którym pracowała jego matka. Uczęszczał do gimnazjum tanecznego na Zatorzu. Jego partnerkami tanecznymi były: Adrianna Katkowska (w latach 2007–2008), Karolina Mróz (2008–2013) i Marta Kulag (2013–2014). W latach 2014–2015 tańczył z Natalią Głębocką, z którą w 2015 zdobył tytuł mistrza Polski w tańcach latynoamerykańskich w kategorii poniżej 21 lat. W latach 2017–2021 tańczył z Wiktorią Omyłą, z którą dwukrotnie został finalistą mistrzostw Polski w tańcach latynoamerykańskich.
W 2020 zadebiutował w charakterze trenera tańca w programie rozrywkowym Polsatu Dancing with the Stars. Taniec z gwiazdami. Jego partnerkami tanecznymi były: Edyta Zając, Oliwia Bieniuk, Karolina Pisarek, Vanessa Aleksander, Magda Mołek i Ewa Minge. W parze z Zając i Aleksander zwyciężył w finale 11. i 15. edycji programu.
W 2022 dołączył do trupy tanecznej Burn the Floor. W 2024 dołączył do obsady spektaklu In the Deep wystawianego w teatrze Orion w Rzymie.